# 1997 AN21
1997 AN21 är en asteroid i huvudbältet som upptäcktes den 13 januari 1997 av de båda japanska astronomerna Takeshi Urata och Yoshisada Shimizu vid Nachi-Katsuura-observatoriet.
Asteroiden har en diameter på ungefär 5 kilometer och den tillhör asteroidgruppen Eunomia.